# Need for Speed: The Run
Need for Speed: The Run é um jogo eletrônico de corrida, o título de número 18 da franquia Need for Speed, desenvolvido pela EA Black Box em parceria com a DICE e publicado pela Electronic Arts em 17 de novembro de 2011. 

## O jogo
Em Need for Speed The Run, os jogadores participam de uma corrida de San Francisco a Nova Iorque, com paradas através de Las Vegas, Denver, Chicago, e muitos outros locais, tornando-o o primeiro título da série a usar locações reais. porém, como o jogador "corre através das fronteiras, serpenteia através de tráfego urbano denso, corra como foguete no gelo, passa e navega gargantas estreitas a uma velocidade extrema, esgueire por cânions e nunca reduza a velocidade". Existem mais de 300 quilômetros de pista, três vezes mais do Hot Pursuit, tornando-o o maior jogo Need For Speed.
O The Run foi criado com o motor EA DICE Frostbite 2, um dos primeiros títulos do console a usar o motor, que fornece recursos visuais e de física carro que "abraçar a estrada mesmo em velocidades superiores todos em torno de um emocionante enredo". Além disso, o Need for Speed Autolog, a franquia do Need for Speed é de concorrência social, que foi introduzida no Hot Pursuit e foi usado anteriormente em Shift 2 Unleashed, também está de volta como ele vai continuar a acompanhar a progressão na carreira e comparar estatísticas de jogo.
O jogo apresenta os eventos em tempo rápido, com o jogador aparecendo pela primeira vez, na história do Need for Speed, saindo de seu carro e viajar a pé. Estes eventos não serão sempre sobre o sucesso ou estados de fracasso. Em algumas seções, há ramificação dos resultados, por isso, se o jogador precisa pressionar um botão certo, que vai ter outra chance de sobreviver.
O modelo de condução do jogo é descrito como "algo entre Need for Speed: Shift e Need for Speed Hot Pursuit", tem condução no estilo arcade como Hot Pursuit mas emprega uma grande variedade de veículos do mundo real com a habitual mistura de muscle cars, tuners e esportivos velozes, descrito como "cada carro representa um desafio de condução diferentes para o jogador". Exclusivamente digitalizados para o jogo, como 2012 Porsche 911 Carrera S e o Pagani Huayra.

## História
No jogo, você está na pele de Jack. Ele deve dinheiro à máfia e eles querem sua cabeça em uma bandeja. Para pagar toda a dívida, ele participa de uma corrida cross-country de San Francisco até Nova Iorque conhecida como "The Run". Se vencer esta corrida, ele vai receber US$ 2.5 milhões, que ele pretende usar para resolver todos seus problemas.

## Personagens
Além dos personagens principais, o jogo possui personagens chamados "rivais", que são outros competidores com suas próprias histórias e motivações.
Jack Rourke
Jack é o protagonista principal e o personagem do jogador em Need for Speed: The Run. Ele é um homem marcado para ambos, a máfia e a policia. Ele é interpretado por Sean Faris.
Ele entra em um grande evento ilegal de corridas de rua chamado "The Run" com a ajuda de uma associada, Sam Harper. Ele deve vencer a corrida, evitando a máfia e a polícia.
"Jack é um piloto. Um dos melhores. Sua petulância e arrogância o levaram a uma dívida que ele não pode pagar. A máfia colocou um preço por sua cabeça. Agora ele está procurando por uma maneira de sair dessa."
Sam Harper
Sam é um dos personagens principais em Need for Speed: The Run. Ela ajuda Jack em todo o enredo e o guia em seu caminho para a vitória em The Run.
Ela não dirige nenhum veículo como ela é associada de Jack. Ela é interpretada por Christina Hendricks.
"No passado, ela fez dinheiro com Jack nas corridas e agora está apostando em seu futuro. 2,5 milhões de dólares para entrar no The Run e um prêmio de 25 milhões para o vencedor. A vitória de Jack resolveria o problema de ambos."
Marcus Blackwell
Marcus é o principal antagonista e principal rival de Jack. Está implícito em sua descrição que ele é afiliado à Máfia de alguma forma. Ele tenta matar Jack durante todo o The Run.
Ele também entra no The Run para vencer a corrida, embora as principais intenções de Marcus sejam tirar Jack da corrida. Durante todo o jogo, seu principal veículo é um Aston Martin One-77 modificado .
"Marcus vem de uma família "conectada" de Chicago. Sua paixão por carros é financiada por seu tio, que toma todas as decisões. Além de ganhar, a principal motivação de Marcus é tirar Jack da corrida ..... permanentemente."
Nikki Blake e Mila Belova
Nikki é um dos rivais de Jack. Nikki e Mila enfrentam Jack em uma corrida eliminatória para Las Vegas para a 150ª posição, embora Mila apareça novamente na Floresta Estadual, perto de Nova Iorque.
Cada um deles dirige um Nissan 370Z . Nikki é interpretada por Christine Teigen e Mila é retratada por Irina Shayk.
"Nikki e Mila vêm de mundos muito diferentes. Depois de perder sua mãe, Nikki passou a maior parte do tempo na garagem, onde seu pai trabalhava como mecânico para a rica família de Mila. Ela e Mila se tornaram inseparáveis. Nikki e Mila estão no The Run para desfrutar de uma vida de luxo, juntas ".
"Mila é filha de uma socialite do Upper West Side de Manhattan. Seu relacionamento próximo com a filha do mecânico da família e sua natureza rebelde a atraiu para o mundo dos "carros velozes e sem regras". Ela não precisa do dinheiro, busca apenas diversão.
Cesar DeLeon
Cesar é um dos rivais de Jack. 
Ele é encontrado nas Montanhas Rochosas do Colorado junto com seus irmãos e novamente em Nova Jersey. Ele dirige um Chevrolet El Camino SS .
"Cesar fez algumas escolhas ruins nas ruas de Los Angeles. O amor de uma boa mulher e a chegada iminente de seu primogênito fizeram com que Cesar mudasse de rumo. Em The Run junto com seus dois irmãos, ele está procurando uma chance para dar a sua família uma vida melhor ".
Calvin Garret
Calvin é um dos rivais de Jack.
Ele é encontrado ao longo das tempestuosas planícies de Minnesota e novamente na Costa Leste a caminho de Nova Iorque. Ele dirige um Mercedes-Benz SLS AMG modificado .
"Calvin é um boxeador aposentado de Atlantic City. Ele é encantado pela emoção de arriscar tudo e gastou seus últimos 250 mil no The Run com a esperança de a levar a bolada de uma vez. Ele se recusa a aceitar qualquer coisa que não seja a vitória."
Uri
Uri é um personagem de apoio em Need for Speed: The Run. Ele é mecânico e amigo de Sam Harper. Jack encontra Uri depois de ser informado por Sam que ele pode ser a pessoa que ele está procurando para comprar um carro novo. Uri é interpretado por Jay Alan Christianson. Ele ajuda Jack, oferecendo uma seleção de supercarros que consistem em um Porsche 918 RSR, um Pagani Huayra e um Lamborghini Aventador LP 700-4.
Eddie Cooke
Eddie é um dos rivais de Jack .
Ele é um piloto "legítimo" de automobilismo e é encontrado no Parque Estadual perto de Nova Iorque. Ele dirige um Ford Mustang Boss 302 .
"Eddie ganha a vida como um piloto "legítimo" no mundo do automobilismo. No entanto nunca ganhou muito dinheiro devido à falta de patrocínio. O The Run é sua última saída para essa situação."

## Carros
Alguns carros do Need for Speed: The Run são da edição limitada do jogo e outros só são liberados fazendo tarefas em multiplayer.
- Audi R8 Coupé 5.2 FSI Quattro
- Ford Shelby GT500 Super Snake
- McLaren MP4-12C
- Porsche 911 GT2 (993)
- BMW M3 (E-92) GT-S
- BMW M3 (E-92 )GT-S (Need For Speed Most Wanted Limited Edition)
- Nissan Fairlady 240ZG
- Mazda Miata MX-5
- BMW M3 Sport Evolution (E30)
- Volswagen GTI MK1
- Dodge Challenger R/T 1970
- Ford Mustang Boss 302
- Chevrolet Camaro ZL1 2010 (Limited Edition)
- Lamborghini Aventador LP 700-4  (Limited Edition)
- Nissan 200SX (S14)
- Volkswagen Scirocco R
- Renault Sport Megane RS
- BMW M1 Coupé
- Dodge Challenger SRT8 392
- Porsche 911 GT3 RS 4.0
- Mitsubishi Lancer Evolution X
- Subaru Impreza WRX STi
- Nissan Skyline GT-R R32
- Ford GT
- Porsche 911 Carrera S (Limited Edition)
- Lamborghini Miura SV
- Lotus Exige GT
- Chevrolet Corvette Z06(Limited Edition)
- Ford Shelby Cobra Daytona
- Nissan GT-R V-Spec
- Chevrolet Camaro SS
- Aston Martin V12 Vantage
- Pagani Huyara
- Porsche 918 RSR
- Lamborghini Murcielago LP670-4 SV
- Mazda RX-7 RZ
- Chevrolet El Camino SS
- Audi RS4
- Nissan Skyline GT-R (C10)
- Pontiac Firebird Formula
- Toyota Corolla GT-S AE86
- Ford Focus RS
- Lotus Evora
- Nissan 370Z
- Lamborghini Gallardo LP550-2 Valentino Balboni
- Aston Martin One-77
- Ford Mustang RTR
- McLaren F1
- Nissan GT-R
- Pagani Zonda Cinque

### Carros utilizados pelo tráfego
O jogo possui carros utilizados pelo tráfego que não podem ser utilizados pelo jogador.
- Audi A4 20T quattro
- Cadillac CTS
- Chevrolet Cobalt LT
- Dodge Caliber R/T
- Dodge Caravan
- Dodge Charger SRT8
- Dodge Mangnum R/T
- Dodge Ram 1500 Laramie
- Ford Crown Victoria
- GMC Savana
- GMC TopKick
- Infiniti G35
- Nissan Frontier
- Nissan Versa
- Porsche Cayenne Turbo

Curiosamente, ao usar hacks para obter esses carros, pode-se perceber que o Cayenne possui seu próprio logotipo, indicando que talvez estivesse planejado para ser jogável.

### Carros utilizados pela polícia
O jogo possui carros utilizados pela polícia que não podem ser utilizados pelo jogador
- Dodge Charger SRT8
- Ford Crown Victoria
- Ford Police Interceptor Sedan (Concept)
- Nissan GT-R
- Lamborghini Gallardo LP 550-2 Valentino Balboni
- Porsche Cayenne Turbo

### Carros cortados da versão final
Aparentemente, só tem um carro que não está realmente presente na versão final do jogo.
- Audi A3 2.0T
- Porsche 911 Carrera 4S

O Audi A3 pode ser visto em trailers e em uma textura presente nos arquivos do jogo. Ele seria um carro utilizado pelo tráfego,mas por algum motivo ele não está presente no jogo final. Ele aparece novamente em Need for Speed: Most Wanted (2012) sendo um veículo utilizado pelo tráfego.
O Porsche 911 Carrera 4S pode ser visto na cena de abertura do jogo durante a fuga de Jack no ferro velho, mas não é um carro jogável e só pode ser obtido através de hacks. Curiosamente este carro tem uma performance própria (indicando que ele talvez pudesse ser jogável) e um sistema de danos diferente dos outros carros do jogo (devido a cena inicial que ele está no compactador de lixo).

## Desenvolvimento
Desde o lançamento do Undercover, a EA Black Box vem trabalhando em outra entrada para a franquia, para a prossecução da ação focada na jogabilidade em street-racing dos jogos anteriores Box Black. Este jogo tem uma janela de desenvolvimento estendido para dar aos desenvolvedores a oportunidade de criar um jogo que "poderia realmente rebentar com os da categoria". Foi confirmado que o jogo terá uma história ficcional e personagens. O jogo foi sugerido no início de novembro de 2010 pelo vice-presidente sênior da EA Games Europe, Patrick Soderlund em uma entrevista com o Eurogamer, antes do lançamento do Hot Pursuit. Söderlund declarou que prefere alternar os desenvolvedores para dar-lhes tempo para fazer um bom jogo. Robert Purchese da Eurogamer  perguntou: "Você diz que haverá um jogo NFS arcade todos os anos em novembro, mas jogo do ano que vem não será desenvolvido pela Criterion. É a Black Box?" Söderlund afirmou: "Você pode assumir que, sim. Sim. Eu diria que sim."
O jogo foi originalmente criado para ser revelado na E3 de 2011, no entanto, em 28 de abril de 2011, uma listagem para Need for Speed: The Run apareceu no site da varejista britânica, ShopTo. Mais tarde, a EA lançou o teaser trailer para que todos possam ver. Em 29 de abril, a empresa confirmou os detalhes do jogo. "Este é o ano em que Need for Speed vai para o próximo nível", disse Jason DeLong, produtor executivo da EA. "Nós pensamos que Need for Speed: The Run vai surpreender as pessoas com sua história, emocionante e intensa sensação de grande ação Mas o jogo não seria nada sem carros quentes e loucas perseguições. Então é isso que estamos oferecendo -.. corridas explosivas que terá jogadores para flertar com o desastre em 200 quilômetros por hora " O presidente da EA Games Label, Frank Gibeau afirmou que Need for Speed: The Run vai oferecer uma experiência do que entradas anteriores da série de corrida.
A plataforma do The Run em desenvolvimento para liderança é o de PlayStation 3. Na E3 de 2011, foi anunciado que a versão  do jogo para Playstation 3 vai incluir sete carros exclusivos, incluindo o Bugatti Veyron Super Sport, Venom Hennessey GT, Apollo Gumpert Sports, Lamborghini Countach QV5000, Koenigsegg Agera R, Lexus LF-A e o Porsche Carrera GT.
EA Black Box disse que o motor Frostbite 2 permite que o The Run para olhe deslumbrante, afirmando que Frostbite 2 não é apenas o melhor motor que tem usado em um jogo até à data, mas o "o mais versátil" também. De acordo com designer, Alex Grimbley, tem, aparentemente, levado um ano para re-uso da tecnologia para a condução, em vez de disparar. A equipe da EA Black Box, especialmente os artistas, programadores e designers, pela primeira vez, estão a trabalhar colaborativamente em pequenos grupos On The Run. produtor executivo Jason DeLong afirmou que o motor Frostbite proporciona um ambiente mais detalhada cinematográfica e experiência para o jogo.
A agente sênior da Black Box Dana Sissons afirmou que The Run vai ser mais emocionante, mais variada, e maior do que nunca. As corridas de San Francisco a Nova Iorque estão cheias de modos de corridas novas, toneladas de terrenos diferentes, e alguns de "Michael Bay no momento do filme" avalanches para mantê-lo no seu pé. "Como resultado da Frostbite 2, fomos capazes de criar este realmente robusta jogo, enorme que é o reflexo de, basicamente, o tamanho dos Estados Unidos", diz Sissons. O que significa que como você corrida através dos Estados Unidos, você será tratado ao terreno realista e variada, incluindo desertos, montanhas, cidades, campos agrícolas, e muito mais. O modo de Avalanche revelado na Gamescom mostra que o ambiente não é só lá para mostrar. O modo que você tem barreling montanha abaixo, tentando se manter à frente de todos os outros, enquanto pedaços de chuva da montanha para a pista. De acordo com Sissons, não é apenas vai ser um grande jogo, será "facilmente de maior Para o jogo Need for Speed, com 303 vezes a faixa de espaço dos jogos anteriores."
A plataforma de desenvolvimento do The Run é o PlayStation 3. Na E3 2011, foi anunciado que a versão de Playstation 3 do jogo incluirá sete carros exclusivos, incluindo o Bugatti Veyron Super Sport, Venom GT Hennessey, Gumpert Apollo Sports, Lamborghini Countach QV5000, Koenigsegg Agera R, Lexus LF-A e Porsche Carrera GT.
A EA Black Box, disse que o motor Frostbite 2 permite o olhar deslumbrante, afirmando que Frostbite 2 é não só o melhor motor que tem usado em um jogo até à data, mas o "o mais versátil" também. Segundo o designer Alex Grimbley, tem aparentemente tido um ano para re-uso da tecnologia para a condução, em vez de fotografar. A equipe da EA Black Box, especialmente os artistas, programadores e designers, pela primeira vez, trabalharam colaborativamente em pequenos grupos na corrida. O produtor executivo Jason DeLong afirmou que o motor Frostbite proporciona um ambiente mais detalhado cinematográfico e experiente para o jogo.
Jason DeLong, produtor executivo da Black Box, disse que o estúdio usado para o motor Frostbite DICE 2 para o The Run, uma vez que tinha a intenção de fazer uma "Hollywood" experiência e para dar ao jogo uma sensação mais cinematográfica do que a história baseada passado para títulos de Need for Speed:
Quando eles decidiram dividir o desenvolvimento em toda a Criterion e a EA Black Box para dar a cada estúdio do tempo e desenvolvimento para criar uma experiência de qualidade, uma das coisas que nós, obviamente, tinha que fazer era para reinvestir em nossa tecnologia, porque não tinha sido capaz de por causa dos ciclos anuais no passado. Então, nós olhamos várias opções: podemos avançar o motor que temos atualmente? Que outros entes de terceiros estão lá fora? E quando percebemos que o jogo que queríamos fazer, era baseado numa espécie de cinema de Hollywood, na forma de contar histórias, nós olhamos Frostbite e parecia que, 'Bem, é interna, podemos trabalhar em estreita colaboração com a equipe dev': foi a escolha certa. Ela nos permitiu obter um personagem no jogo, têm incrível, personagens credíveis, além de mundos incríveis e surpreendentes carros olhados. Seu trabalho de efeitos visuais é segundo a nenhum, a destruição do mundo, o seu áudio é incrível. E o mais importante, um dos benefícios colaterais foi bom que ele é uma ferramenta incrivelmente de conteúdo-driven, o que nos permitiu criar mais conteúdo do que já fizemos antes.— Jason DeLong, produtor executivo da Black Box
O Run é um jogo não é o primeiro a usar o DICE Frostbite 2, mas Black Box que colaboraram com DICE para ter certeza de que o motor foi usado corretamente, com Delong comentando que a colaboração permitido para um mecânico de corrida "muito profundo da manipulação física no jogo ". "Fizemos um desenvolvimento cruz-estúdio no motor Frostbite 2, que estamos usando", disse DeLong. "E sim, foi muita colaboração e trabalhar com eles para fazer as coisas como nossa ferramenta de estrada, que é a nossa ferramenta interna que nos permite construir uma pista muito rapidamente."
Quando perguntaram por que é The Run de San Francisco - Nova Iorque, em vez de L.A. - Nova Iorque, produtor do jogo Brian Lindley respondeu: "Isso é uma boa pergunta. Acho que fomos talvez à procura de mais de uma rota direta. É mais de uma linha reta rota em vez de ser espécie de canto a canto. Mas também, San Francisco tem alguns marcos emblemáticos e coisas como a ponte e centro da cidade. Além disso, o que podemos fazer com o meio ambiente com coisas como nevoeiro, tornando-se de um lugar pouco mais frio de conduzir do que L.A.. E as minhas experiências de condução em L.A. são em grande parte estando preso no trânsito! Então essa é a razão principal, é apenas um começo frio procurando o jogo.
O assessor sênior da EA Black Box Dana Sissons afirmou que o The Run vai ser mais emocionante, mais variada e maior do que nunca. A corrida de San Francisco para Nova Iorque está cheia de modos de corrida novas, de toneladas de terrenos diferentes, e alguns momento do filme. Michael Bay diz que as avalanches mantêm-no em seu pé. "Como resultado da Frostbite 2, fomos capazes de criar este realmente robusta jogo, enorme que é o reflexo de, basicamente, o tamanho dos Estados Unidos", disse Sissons. O que significa que como a corrida através dos Estados Unidos, não serão tratados com terreno realista e variada, incluindo desertos, montanhas, cidades, campos agrícolas, e mais tanto. De acordo com Sissons, não é apenas vai ser um grande jogo, será "facilmente o maior jogo, do Need for Speed, com 303 vezes o espaço da pista, do que os jogos anteriores."

## Comercialização e realização

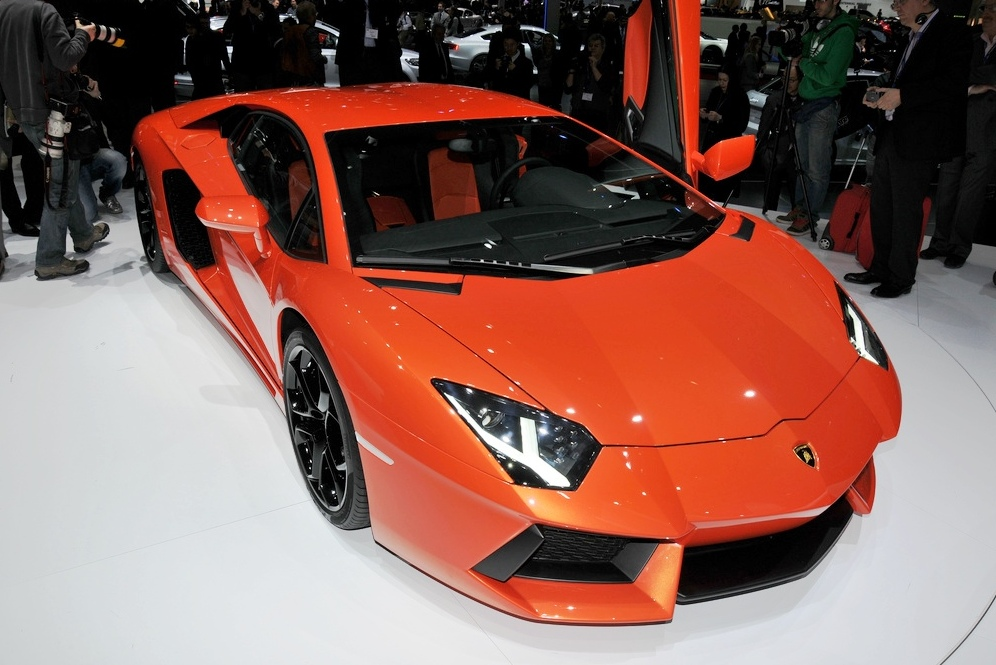
A Edição limitada do jogo tem três carros exclusivos, o Lamborghini Aventador (topo), o Porsche 911 Carrera S (não mostrado) e o Chevrolet Camaro ZL1 (não mostrado).

Além da edição normal, uma edição limitada do jogo foi anunciado, que está disponível através de pré-encomenda. A Limited Edition apresenta numerosos bônus sobre a edição padrão, incluindo a embalagem exclusiva, três carros exclusivos (o Lamborghini Aventador, Chevrolet Camaro ZL1 e Porsche 911 Carrera S) e cinco desafios exclusivos com recompensas bônus e realizações.
Há três pré-vendas oferecidas através de vários pontos de venda. Cada pré-encomenda consiste em dois carros de bônus e três eventos inspirados nos Challenge Series "exclusivos", que depende das saídas que o jogador pré-encomenda do jogo. Os três Challenge Series "exclusivos", em oferta são inspirados pela EA Black Box jogos por anteriores do Need for Speed: Underground, Most Wanted e Carbon. A Edição Underground Nissan 370Z (Z34) e a Edição Underground Nissan Skyline GT-R (R32) estão incluídos no Need for Speed The Run Underground Challenge Series como carros bônus, enquanto A edição Most Wanted  BMW M3 GTS e Mustang Navalha Boss 302 estão incluídas no Need for Speed The Run Most Wanted Challenge Series como carros bônus, e a edição Carbon Corvette Z06 (C6) e Darius Audi R8 são incluídos na série Need for Speed The Run Carbon Challenge Series como carros bônus.
o demo do Need for Speed: The Run foi agendado para lançamento em redes de console em 18 de outubro de 2011, um mês antes do lançamento do jogo. O demo contará com um deserto e uma corrida de montanha em uma Lamborghini Gallardo LP 550-2 Valentino Balboni, e apoiar a um recurso "indicar um amigo", dando aos jogadores acesso a um 2012 Porsche 911 Carrera S.
Need For Speed parceria com HP e Vagrant Records para deixar os fãs decidirem qual das bandas favoritas gostaria de ver na corrida. Os fãs tem uma escolha a votar em sua música favorita e artista, que inclui a música "Mama Taught Me Better" por Black Rebel Motorcycle Club, "Solar" pelo MonstrO e "Tropical Depression", de The Night Marchers, no site oficial The Run.
A caça ao tesouro do Need for Speed acontece com cada anúncio de novo carro para Need for Speed: The Run. Se os fãs no local o carro que a equipe do Need for Speed apresentou naquele dia (na rua, em sua garagem, etc), tirar uma foto dele e enviá-lo a equipe através do Twitter ou Facebook. Após 24 horas, a equipe irá selecionar aleatoriamente um vencedor, que ganhará um prêmio doce do armário swag.
Para promover o jogo no Reino Unido, A EA e o Need for Speed estão realizando o "Need for Speed Pesquisa Spokesmodel Europeia" de 2011. Esta pesquisa continente larga é definida como descobrir duas mulheres com uma energia ilimitada, uma personalidade extrovertida e um estilo edgy fundido com uma paixão por carros e jogos. Os vencedores irão atuar como embaixadores do Need for Speed em eventos durante 2012, incluindo a representação Need for Speed produtos em eventos de alto nível de jogo em toda a equipe da Electronic Arts da Europa equipe de corrida do Need for Speed prestigia o FIA GT3 Championship e o programa Euro Drift. Buscas de modelos estão sendo conduzidos em cinco territórios: França, Alemanha, Noruega, Rússia e no Reino Unido. Os finalistas serão selecionados de cada território, com os dois últimos vencedores serão anunciados em novembro, em conjunto com o lançamento de Need for Speed: The Run.
Electronic Arts Sports Illustrated e anunciaram uma parceria de marketing para a franquia Need for Speed ", que reúne os mundos da moda, videogames, carros e beleza em um primeiro de seu tipo-parceria". EA anunciou que a semelhança de 2011 Sports Illustrated swimsuit questão capa modelo Irina Shayk e Chrissy Teigen modelo irá aparecer no jogo como parte de um acordo promocional firmado entre o editor do jogo e revista de esportes populares. A promoção cruzada não se limita à aparência modelos no jogo. Sports Illustrated Will Be um anunciante destaque em outdoors que aparecem na Gamescape. S.I. vai oferecer um pacote que vai ver Os compradores recebem um prazo de seis meses "All Access" assinatura para Sports Illustrated, uma cópia de Need for Speed: The Run para PlayStation 3 ou Xbox 360, eo Making of Need for Speed: O documentário DVD Run estrelando os dois modelos de maiô por US $ 50.
A Electronic Arts e Adidas colaboram para produzir 100 pares de sapatos do Need for Speed: The Run. Os sapatos, Need for Speed além um detalhe, parece que eles foram descobertos em alguns caixa na parte de trás do armazém Adidas, concedido como uma peça promocional para o 1992 Spike Lee conjunta do Malcolm X. "Nosso objetivo com Need for Speed é ser mais do que apenas uma franquia de jogos de vídeo, como nós nos vemos como um líder na cultura da juventude, bem e automotivo", disse Kevin Maher, diretor sênior de marketing da EA. Os primeiros 50 pares de sapatos Will Be disponíveis na loja Adidas Originals no dia 10 de outubro em Chicago, com outras 50 disponíveis na loja de San Francisco em 22 de outubro. O primeiro a comprar os sapatos serão convidados a "exclusivo kick-off" eventos nas lojas poucos dias depois.

## Requistos mínimos
| Windows Vista (Pacote de serviço 2) 32 bit                                | Windows 7 (Pacote de serviço 1) 64 bit                                     |
| DirectX 10                                                                | DirectX 11                                                                 |
| 3.0 GHz Intel Core 2 Duo or AMD Equivalent                                |                                                                            |
| Memória                                                                   |                                                                            |
| 3GB                                                                       | 4GB                                                                        |
| 18GB                                                                      |                                                                            |
| AMD: 512MB VRAM ATI Radeon 4870 NVIDIA: 512MB VRAM NVIDIA GeForce 8800 GT | AMD: 1024MB VRAM ATI Radeon 6950 NVIDIA: 1024MB VRAM NVIDIA GeForce GTX560 |
| DirectX Compatible                                                        |                                                                            |
| Gamepad, Keyboard or Steering Wheel                                       |                                                                            |
| 512 Kbps or faster                                                        |                                                                            |